# These Words
"These Words" (também denominada como "These Words (I Love You, I Love You)") é uma canção da cantora britânica Natasha Bedingfield, gravada para o seu álbum de estreia Unwritten. Foi escrita pela própria, com auxílio na composição por Steve Kipner, Andrew Frampton, Wayne Wilkins, sendo que os três também trabalharam na produção da faixa. O seu lançamento ocorreu a 13 de Setembro de 2004 como segundo single do projecto e da artista. A obra alcançou a liderança da tabela musical do Reino Unido, a UK Singles Chart e da Irlanda.

## Desempenho nas tabelas musicais

### Posições
| Tabela musical (2004-2005)                       | Melhor posição |
| ------------------------------------------------ | -------------- |
| Alemanha - Media Control AG                      | 2              |
| Austrália - ARIA Singles Chart                   | 5              |
| Áustria - Ö3 Austria Top 75                      | 2              |
| Bélgica - Ultratop (Flandres)                    | 15             |
| Estados Unidos - Billboard Hot 100               | 17             |
| Estados Unidos - Billboard Pop Songs             | 9              |
| Estados Unidos - Billboard Dance/Club Play Songs | 35             |
| Irlanda - IRMA                                   | 1              |
| Noruega - VG-lista                               | 2              |
| Nova Zelândia - RIANZ                            | 2              |
| Países Baixos - Mega Single Top 100              | 2              |
| Reino Unido - UK Singles Chart                   | 1              |
| Suécia - Sverigetopplistan                       | 5              |
| Suíça - Schweizer Hitparade                      | 8              |

### Certificações
| País           | Provedor | Certificação |
| -------------- | -------- | ------------ |
| Austrália      | ARIA     | Ouro         |
| Estados Unidos | RIAA     | Ouro         |
| Nova Zelândia  | RIANZ    | Ouro         |